# Hackathon
Et hackathon (eller hack day) er en begivenhed hvor it-udviklere mødes og samarbejder intensivt om udvikling af prototyper, konceptudvikling eller videreudvikling af eksisterende it-projekter. Ofte indenfor et specifikt emne, eller centreret om enkelte data. Formålet med hackathons er sjældent at producere færdige produkter, men mere at få skabt idéer og grundlag for senere egentlig produktudvikling.

## Historie
Ordet Hackathon er en sammentrækning af ordene "hack" og "marathon". I 1999 brugte både udviklerne fra OpenBSD og Sun ordet til at beskrive begivenheder, hvor udviklere mødtes og løste it-udfordringer med henholdsvis kryptografi og Netværk via en infrarød port. 

## Form
Et Hackathons udstrækning er typisk mellem et døgn og en uge. Man starter typisk med at alle samles og får præsenteret præmisserne for arrangementet. Ofte vil der være et konkurrenceelement indbygget. For eksempel udnævner en jury en eller flere vindere, for bedste, mest innovative eller flotteste prototype. 
Hvis hackathon'et ikke strækker sig over alt for lang tid, vil der ofte være forplejning involveret, så deltagerne kan bruge tiden så intensivt som muligt. Ved korte arrangementer er det ofte set, at deltagerne ikke sover, men arbejder igennem hele natten.